# Invergordon
Invergordon (gaelicki: Inbhir Ghòrdain or An Rubha) – miasto portowe w Szkocji w regionie Highland nad zatoką Cromarty Firth.